# Cyrtinus eugeniae
Cyrtinus eugeniae là một loài bọ cánh cứng trong họ Cerambycidae.